# Joseph R. Levenson
Joseph Richmond Levenson (Boston, Massachusetts, 1920. június 10. – Russian River, Kalifornia, 1969. április 6.) kínai neve pinjin hangsúlyjelekkel: Liè Wénsēn; magyar népszerű: Lie Ven-szen; kínaiul: 列文森) amerikai sinológus, a Kaliforniai Egyetem (Berkeley) professzora.

## Élete, munkássága
Joseph R. Levenson egyetemi tanulmányait 1941-ben kezdte meg a Harvardon, de 1942-ben besorozták az Egyesült Államok haditengerészetéhez. A japán nyelv iskolában teljesített szolgálatot, de részt vett a Fülöp-szigeteki és a Salamon-szigeteki hadműveletekben is. 1947-ben fejezte be egyetemi tanulmányait a Harvardon, majd ugyanitt 1949-ben szerzett doktori fokozatot John K. Fairbank tanítványaként. 1951-től a berkeley-i Kaliforniai Egyetemen tanított egészen haláláig. 1969-ben kenubalesetben hunyt el.

## Emlékezete
Joseph R. Levenson tudósi és oktatói teljesítményéről két elismeréssel is megemlékezik az utókor: az egyik az Association for Asian Studies által évente odaítélt Joseph Levenson könyvdíj, a másikkal pedig a Harvard Egyetem jutalmazza az év legkiválóbb egyetemi oktatóját.

## Főbb művei
- Liang Ch'i-ch'ao and the Mind of Modern China (1953)
- Confucian China and Its Modern Fate (1958-1965)
- China: an interpretive history, from the beginnings to the fall of Han (1969)
- Revolution and Cosmopolitanism: the Western stage and the Chinese stages (1971)